# يان فليتشير (لاعب كرة مضرب)
يان فليتشير (بالإنجليزية: Ian Fletcher)‏ هو لاعب كرة مضرب أسترالي، ولد في 1 ديسمبر 1948 في أديلايد في أستراليا.

## وصلات خارجية
- يان فليتشير على موقع رابطة محترفي التنس (الإنجليزية)
- يان فليتشير على موقع الاتحاد الدولي لكرة المضرب (الإنجليزية)
- يان فليتشير على موقع خلاصة التنس.كوم (الإنجليزية)